# 克耶
克耶（法語：Queuille，法語發音：[kœj]）是法国多姆山省的一个市镇，位于该省西北部，属于里永区。

## 地理
克耶（45°58'13"N, 2°50'38"E）面积10.03 平方千米，位于法国奥弗涅-罗讷-阿尔卑斯大区多姆山省，该省份为法国中南部省份，北起阿列省接壤，东临卢瓦尔省，南至上盧瓦爾省和康塔爾省，西接科雷兹省和克勒兹省。
与克耶接壤的市镇（或旧市镇、城区）包括：圣乔治德蒙斯、奥弗涅地区圣热尔韦、索雷-贝塞尔沃、维特拉克。

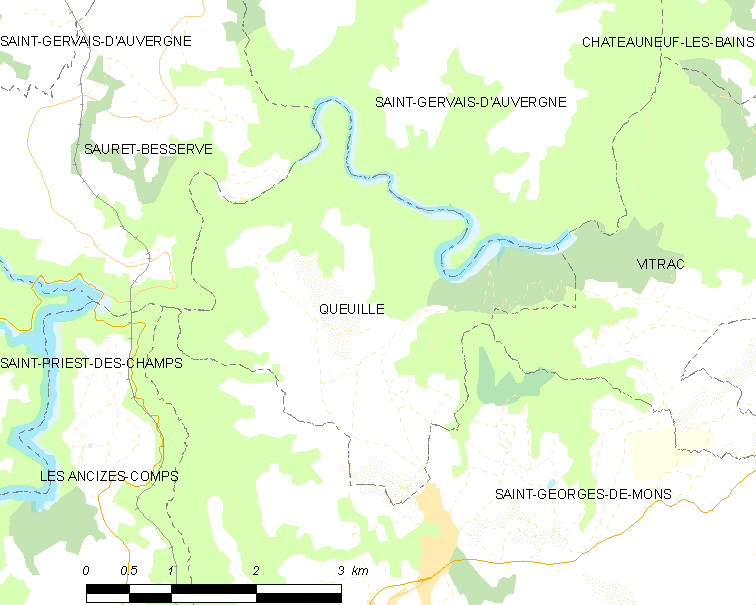
克耶的OSM定位图

克耶的时区为UTC+01:00、UTC+02:00（夏令时）。

## 行政
克耶的邮政编码为63780，INSEE市镇编码为63294。

## 政治
克耶所属的省级选区为圣乔治德蒙斯县。

## 人口

1962-2008年间克耶人口变化图示

克耶于2022年1月1日时的人口数量为282人。